# سفارة إستونيا في بولندا
سفارة إستونيا في بولندا هي أرفع تمثيل دبلوماسي لدولة إستونيا لدى بولندا. تقع السفارة في وهي تهدف لتعزيز المصالح الإستونية في بولندا.

## وصلات خارجية
- الموقع الرسمي
- قائمة سفارات إستونيا
- قائمة السفارات في بولندا